# 19.ª etapa do Giro d'Italia de 2017
A 19ª etapa do Giro d'Italia de 2017 teve lugar em 26 de maio de 2017 entre San Candido e Piancavallo sobre um percurso de 191 km.

## Classificação da etapa
A classificação da etapa foi a seguinte:
| \| Classificação por etapas \| Classificação por etapas \| Classificação por etapas \| Classificação por etapas \| Classificação por etapas \| \| Ciclista \| Ciclista \| Equipe \| Tempo \| \| \| ------------------------ \| ------------------------ \| ----------------------------- \| ------------------------ \| ------------------------ \| \| 1. \| Mikel Landa \| Team Sky \| 4h53m00s \| \| \| 2. \| Rui Costa \| UAE Team Emirates \| + 1m49s \| \| \| 3. \| Pierre Rolland \| Cannondale-Drapac \| + 1m54s \| \| \| 4. \| Pello Bilbao \| Astana \| + 2m12s \| \| \| 5. \| Sebastián Henao \| Team Sky \| + 3m06s \| \| \| 6. \| Evgeny Shalunov \| Gazprom-RusVelo \| + 3m51s \| \| \| 7. \| Luis León Sánchez \| Astana \| + 3m51s \| \| \| 8. \| Matteo Busato \| Wilier Triestina-Selle Italia \| + 5m05s \| \| \| 9. \| Lorenzo Rota \| Bardiani CSF \| + 5m05s \| \| \| 10. \| Ilia Koshevoy \| Wilier Triestina-Selle Italia \| + 6m44s \| \| |                   |                               |          |
| |                   |                               |          |
| Fonte: ProCyclingStats |                   |                               |          |
| Classificação por etapas |                   |                               |          |
| Ciclista | Ciclista          | Equipe                        | Tempo    |
| 1. | Mikel Landa       | Team Sky                      | 4h53m00s |
| 2. | Rui Costa         | UAE Team Emirates             | + 1m49s  |
| 3. | Pierre Rolland    | Cannondale-Drapac             | + 1m54s  |
| 4. | Pello Bilbao      | Astana                        | + 2m12s  |
| 5. | Sebastián Henao   | Team Sky                      | + 3m06s  |
| 6. | Evgeny Shalunov   | Gazprom-RusVelo               | + 3m51s  |
| 7. | Luis León Sánchez | Astana                        | + 3m51s  |
| 8. | Matteo Busato     | Wilier Triestina-Selle Italia | + 5m05s  |
| 9. | Lorenzo Rota      | Bardiani CSF                  | + 5m05s  |
| 10. | Ilia Koshevoy     | Wilier Triestina-Selle Italia | + 6m44s  |

## Classificações ao final da etapa
A classificação geral depois de finalizar a etapa foi a seguinte:

### Classificação geral
| \| Classificação geral \| Classificação geral \| Classificação geral \| Classificação geral \| Classificação geral \| \| Ciclista \| Ciclista \| Equipe \| Tempo \| \| \| ------------------- \| ------------------- \| ------------------- \| ------------------- \| ------------------- \| \| 1. \| Nairo Quintana \| Movistar Team \| 85h02m40s \| \| \| 2. \| Tom Dumoulin \| Team Sunweb \| + 38s \| \| \| 3. \| Vincenzo Nibali \| Bahrain-Merida \| + 43s \| \| \| 4. \| Thibaut Pinot \| FDJ \| + 53s \| \| \| 5. \| Ilnur Zakarin \| Katusha-Alpecin \| + 1m21s \| \| \| 6. \| Domenico Pozzovivo \| AG2R La Mondiale \| + 1m30s \| \| \| 7. \| Bauke Mollema \| Trek-Segafredo \| + 2m48s \| \| \| 8. \| Adam Yates \| Orica-Scott \| + 6m35s \| \| \| 9. \| Bob Jungels \| Quick-Step Floors \| + 7m03s \| \| \| 10. \| Steven Kruijswijk \| LottoNL-Jumbo \| + 7m37s \| \| |                    |                   |           |
| |                    |                   |           |
| Fonte: ProCyclingStats |                    |                   |           |
| Classificação geral |                    |                   |           |
| Ciclista | Ciclista           | Equipe            | Tempo     |
| 1. | Nairo Quintana     | Movistar Team     | 85h02m40s |
| 2. | Tom Dumoulin       | Team Sunweb       | + 38s     |
| 3. | Vincenzo Nibali    | Bahrain-Merida    | + 43s     |
| 4. | Thibaut Pinot      | FDJ               | + 53s     |
| 5. | Ilnur Zakarin      | Katusha-Alpecin   | + 1m21s   |
| 6. | Domenico Pozzovivo | AG2R La Mondiale  | + 1m30s   |
| 7. | Bauke Mollema      | Trek-Segafredo    | + 2m48s   |
| 8. | Adam Yates         | Orica-Scott       | + 6m35s   |
| 9. | Bob Jungels        | Quick-Step Floors | + 7m03s   |
| 10. | Steven Kruijswijk  | LottoNL-Jumbo     | + 7m37s   |

### Classificação por pontos
| Classificação por pontos | Classificação por pontos | Classificação por pontos      | Classificação por pontos | Classificação por pontos |
| Ciclista                 | Ciclista                 | Equipe                        | Pontos                   |                          |
| ------------------------ | ------------------------ | ----------------------------- | ------------------------ | ------------------------ |
| 1.                       | Fernando Gaviria         | Quick-Step Floors             | 325 pts                  |                          |
| 2.                       | Jasper Stuyven           | Trek-Segafredo                | 192 pts                  |                          |
| 3.                       | Sam Bennett              | Bora-Hansgrohe                | 117 pts                  |                          |
| 4.                       | Daniel Teklehaimanot     | Dimension Data                | 100 pts                  |                          |
| 5.                       | Lukas Pöstlberger        | Bora-Hansgrohe                | 98 pts                   |                          |
| 6.                       | Pavel Brutt              | Gazprom-RusVelo               | 76 pts                   |                          |
| 7.                       | Kristian Sbaragli        | Dimension Data                | 76 pts                   |                          |
| 8.                       | Eugert Zhupa             | Wilier Triestina-Selle Italia | 70 pts                   |                          |
| 9.                       | Roberto Ferrari          | UAE Team Emirates             | 70 pts                   |                          |
| 10.                      | Silvan Dillier           | BMC Racing Team               | 68 pts                   |                          |

### Classificações por equipas

#### Classificação por tempo
| Classificação por equipes | Classificação por equipes | Classificação por equipes | Classificação por equipes |
| Equipe                    | Equipe                    | Tempo                     |                           |
| ------------------------- | ------------------------- | ------------------------- | ------------------------- |

#### Classificação por pontos
| Classificação por equipes | Classificação por equipes | Classificação por equipes | Classificação por equipes |
| Equipe                    | Equipe                    | Pontos                    |                           |
| ------------------------- | ------------------------- | ------------------------- | ------------------------- |